# Tony Robinson
Anthony Robinson, född 15 augusti 1946 i Homerton, Hackney, London, är en brittisk skådespelare och programledare.
Tony Robinson är för svensk publik mest känd i rollen som den hunsade tjänaren Baldrick i Svarte Orm-serien. Under 2004 var Robinson programledare för The Worst Jobs in History ("Historiens värsta jobb") på Channel 4.
Perioden 1994–2013 var Robinson programledare för Tidsresenärerna (Time Team), ett program med arkeologi i praktiken som sänts internationellt på Discovery Channel och i Sverige även på Viasat History, Kanal 9 och TV10.
År 2010 var Robinson programledare för serien Birth of Britain som sändes på National Geographic Channel (med repris på Channel 4). Serien följer bland annat det arkeologiska arbetet på ön Isle of Mull.
År 2013 dubbades Robinson till Sir Tony för sina insatser på de sociala och kulturella områdena.
Robinson har varit politiskt engagerad, bland annat i Brexit-frågan som fortsatt anhängare av det brittiska EU-medlemskapet, och som medlem i socialdemokratiska Labour Party i mer än fyrtio år, med av avbrott för perioden 2019-20, då han tillfälligt utträdde ur partiet på grund av sitt missnöje med den dåvarande partiledaren Jeremy Corbyn.